# Jodie Williams
Jodie Williams (ur. 28 września 1993 w Welwyn Garden City) – brytyjska lekkoatletka, sprinterka.
W 2011 została wybrana wschodzącą gwiazdą europejskiej lekkoatletyki w plebiscycie European Athletics.

## Osiągnięcia
- 2 złote medale mistrzostw świata juniorów młodszych (Bressanone 2009, bieg na 100 m oraz bieg na 200 m)
- złoty medal mistrzostw świata juniorów (Moncton 2010, bieg na 100 m)[2]
- dwa złote (w biegach na 100 i 200 metrów) oraz brązowy (w biegu rozstawnym 4 × 100 metrów) medal juniorskich mistrzostw Europy (Tallinn 2011)
- srebrny medal mistrzostw świata juniorów (Moncton 2010, bieg na 200 m)[3]
- 4. miejsce podczas halowych mistrzostw Europy (Paryż 2011, bieg na 60 m)
- złoto (w biegu na 200 metrów) i dwa srebra (w biegu na 100 metrów i w sztafecie 4 × 100 metrów) młodzieżowych mistrzostw Europy (Tampere 2013)
- srebro (w biegu na 200 metrów) i brąz (w sztafecie 4 × 100 metrów) podczas igrzysk Wspólnoty Narodów (Glasgow 2014)
- złoto (w sztafecie 4 × 100 metrów) oraz srebro (w biegu na 200 metrów) podczas mistrzostw Europy (Zurych 2014)
- 4. miejsce w sztafecie 4 × 100 metrów podczas mistrzostw świata (Pekin 2015)
- 6. miejsce w biegu na 200 metrów podczas mistrzostw Europy (Amsterdam 2016)
- 4. miejsce w sztafecie 4 × 400 metrów podczas mistrzostw świata (Doha 2019)
- 5. miejsce w sztafecie 4 × 400 metrów i 6. miejsce w biegu na 400 metrów podczas igrzysk olimpijskich (Tokio 2021)
- brązowy medal w biegu na 400 metrów podczas igrzysk Wspólnoty Narodów (Birmingham 2022)
- brązowy medal w sztafecie 4 × 400 metrów podczas mistrzostw Europy (Monachium 2022)
- brązowy medal za bieg w eliminacjach sztafety 4 × 400 metrów podczas igrzysk olimpijskich (Paryż 2024)
- medalistka mistrzostw Wielkiej Brytanii

W 2016 startowała na igrzyskach olimpijskich w Rio de Janeiro, podczas których dotarła do półfinału biegu na 200 metrów.

## Rekordy życiowe
- bieg na 100 metrów – 11,17 (2019) / 11,13w (2014)
- bieg na 200 metrów – 22,46 (2014)
- bieg na 400 metrów (stadion) – 49,97 (2021)
- bieg na 400 metrów (hala) – 51,73 (2021)
- bieg na 60 metrów (hala) – 7,21 (2011)

Do Williams należy rekord Europy kadetek w biegu na 200 metrów (22,79).